# Jan Derksen
Pour les articles homonymes, voir Derksen.
Jan Derksen (né le 23 janvier 1919 à Mont-Sainte-Gertrude et mort le 22 mai 2011 à Amsterdam) est un coureur cycliste sur piste néerlandais.

## Biographie
Jan Derksen débuta le cyclisme en 1936 et fut une fois champion du monde de vitesse amateur en 1939, deux fois champion du monde de vitesse professionnel en 1946 et 1957, dix fois champion des Pays-Bas. Il s'oppose durant plusieurs années à son compatriote Arie van Vliet, notamment lors des championnats de vitesse des Pays-Bas : Derksen est dix fois second derrière van Vliet, et remporte 13 titres dont 7 devant son rival, dont en 1961 : le Grand Prix du Roi et le Grand Prix d'Anvers.
En 1946, il devient champion du monde de vitesse en battant le Français Georges Senfftleben. Durant les années suivantes, il décroche une médaille d'argent et une médaille de bronze. En 1957, il remporte un deuxième titre mondial à l'issue d'une finale l'opposant à Arie van Vliet.
Jan Derksen s'est distingué par sa capacité à faire du surplace : en 1955, il reste plus de 32 minutes sur la piste avec Antonio Maspes, en quart de finale du championnat du monde à Milan, obligeant le jury à arrêter la course.
Il meurt dans la nuit du 22 mai 2011 à 92 ans des suites d'une longue maladie.

## Palmarès

### Championnats du monde
- Amsterdam 1938
  -  Médaillé de bronze de la vitesse amateur
- Milan 1939
  -  Champion du monde de vitesse amateur
- Zurich 1946
  -  Champion du monde de vitesse
- Copenhague 1949
  -  Médaillé d'argent de la vitesse
- Rocourt 1950
  -  Médaillé de bronze de la vitesse
- Paris 1952
  -  Médaillé de bronze de la vitesse
- Rocourt 1957
  -  Champion du monde de vitesse
- Amsterdam 1959
  -  Médaillé de bronze de la vitesse

### Championnats nationaux
- 13 titres de champion des Pays-Bas de vitesse (1943, 1949, 1952 à 1955, 1957 à 1963)

### Autres compétitions
- Grand Prix de Paris amateur en 1939
- Grand Prix de Copenhague en 1942, 1951
- Prix de l'Espérance : 1942 et 1946
- Grand Prix de Paris en 1950, 1958
- Omnium de Copenhague en 1949, 1952, 1953, de 1955 à 1960, et en 1963
- Grand Prix d'Anvers : 1959, 1962, 1963, 3e en 1956 au classement final avec 7 points[3].

## Distinctions
- Cycliste néerlandais de l'année : 1957